# Art Theatre Guild
Pour les articles homonymes, voir ATG.
Art Theatre Guild (日本アート・シアター・ギルド, Nihon Ato Shiata Girudo), communément abrégé en ATG, est une société japonaise de production et de distribution de films, fondée le 15 novembre 1961.

## Histoire
Initialement spécialisés dans la distribution de films artistiques étrangers (Ingmar Bergman, Robert Bresson, Luis Buñuel, ...), mais distribuant à l'occasion des films japonais rejetés par les majors, les studios ATG passèrent à la production à partir de 1967, ; leur première coproduction fut L'Évaporation de l'homme de Shōhei Imamura, en partenariat avec la société Nichiei (spécialisée dans le film documentaire).
Art Theatre Guild eut ensuite un rôle décisif dans la production de films de la nouvelle vague japonaise,, après que ses instigateurs eurent quitté les studios Shōchiku, et produisit l'essentiel du cinéma indépendant japonais durant les années 1960.
Nonobstant l'importance de leur investissement dans le cinéma artistique à public restreint, les studios ATG eux-mêmes n'étaient pas totalement indépendants ; leurs activités étaient financées en grande partie par 
la major japonaise Tōhō et par la société d'importation Towa. 
Art Theatre Guild fit faillite en 1975 mais reprit ses activités par la suite.
Selon Tadao Satō, leur parti pris — jusque-là inédit au Japon — de réduire à l'extrême les budgets alloués aux réalisateurs renforça sinon la qualité artistique, du moins la dimension « intellectuelle » des productions des studios ATG, en affranchissant les films de toute prétention au réalisme, trop coûteux. D'autre part, et c'était là aussi une méthode nouvelle au Japon, la sélection des films était confiée à un comité de critiques de cinéma, et établie selon des critères artistiques plutôt que commerciauxHirasawa 2005.
La qualité artistique des productions d'ATG est aussi à porter au crédit de la sélection d'auteurs soutenus par ce comité (parmi les réalisateurs de renom qui furent à un moment produits et distribués par Art Theatre Guild, on trouvera Nagisa Ōshima, Shōhei Imamura, Yoshishige Yoshida, Shūji Terayama, Kon Ichikawa, ou encore Seijun Suzuki),.

## Filmographie sélective
Les titres en français se basent sur ceux des films présentés lors de la rétrospective "Art Theatre Guild of Japan (ATG) ou la fabrique d'auteurs" du 7 juin au 23 juillet 2011 à la Maison de la culture du Japon à Paris
- 1962 : L'Homme (人間, Ningen?) de Kaneto Shindō
- 1962 : Le Traquenard (おとし穴, Otoshiana?) de Hiroshi Teshigahara
- 1963 : Closed Vagina (鎖陰, Sa-in?) de Masao Adachi
- 1963 : Elle et lui (彼女と彼, Kanojo to kare?) de Susumu Hani
- 1965 : Yūkoku ou Rites d'amour et de mort (憂国, Yūkoku?) de Yukio Mishima
- 1965 : Le Journal de Yunbogi (ユンボギの日記, Yunbogi no nikki?) de Nagisa Ōshima
- 1966 : Le Silence sans ailes (とべない沈黙, Tobenai chinmoku?) de Kazuo Kuroki
- 1967 : L'Évaporation de l'homme (人間蒸発, Ningen jōhatsu?) de Shōhei Imamura
- 1967 : La Rivière : poème de colère (河　あの裏切りが重く, Kawa ano uragiri ga omoku?) de Kōta Mori
- 1968 : La Pendaison (絞死刑, Kōshikei?) de Nagisa Ōshima
- 1968 : La Bombe humaine (肉弾, Nikudan?) de Kihachi Okamoto
- 1968 : L'Enfer du premier amour (初恋・地獄篇, Hatsukoi jigokuhen?) de Susumu Hani
- 1968 : Journal d'un voleur de Shinjuku (新宿泥棒日記, Shinjuku dorobō nikki?) de Nagisa Ōshima
- 1969 : À la tombée de la nuit (宵闇せまれば, Yoiyami semareba?) d'Akio Jissōji
- 1969 : Double suicide à Amijima (心中天網島, Shinjū ten no amijima?) de Masahiro Shinoda
- 1969 : Les Funérailles des roses (薔薇の葬列, Bara no sōretsu?) de Toshio Matsumoto
- 1970 : Les Esprits maléfiques du Japon (日本の悪霊, Nihon no akuryō?) de Kazuo Kuroki
- 1970 : Purgatoire Eroïca (煉獄エロイカ, Rengoku eroika?) de Yoshishige Yoshida
- 1970 : La Vie éphémère (無常, Mujō?) d'Akio Jissōji
- 1970 : Il est mort après la guerre (東京戦争戦後秘話, Tōkyō sensō sengo hiwa?) de Nagisa Ōshima
- 1970 : Eros + Massacre (エロス+虐殺, Erosu purasu gyakusatsu?) de Yoshishige Yoshida
- 1971 : L'Empereur Tomato-Ketchup (トマトケチャップ皇帝, Tomato kechappu kōtei?) de Shuji Terayama
- 1971 : Pandemonium (修羅, Shura?) de Toshio Matsumoto
- 1971 : La Cérémonie (儀式, Gishiki?) de Nagisa Ōshima
- 1971 : Jetons les livres, sortons dans la rue (書を捨てよ町へ出よう, Sho o suteyo machi e deyō?) de Shūji Terayama
- 1971 : Mandala (曼陀羅, Mandara?) d'Akio Jissōji
- 1971 : Les Amoureux perdus (あらかじめ失われた恋人たちよ, Arakajime ushinawareta koibito tachi yo?) de Kunio Shimizu et Sōichirō Tahara
- 1972 : L’Extase des anges (天使の恍惚, Tenshi no kōkotsu?) de Kōji Wakamatsu
- 1972 : L'Emploi du temps d'une matinée (午前中の時間割り, Gozenchū no jikanwari?) de Susumu Hani
- 1973 : Coup d'État (戒厳令, Kaigenrei?) de Yoshishige Yoshida
- 1973 : La Ballade de Tsugaru (津軽じょんがら節, Tsugaru jongara bushi?) de Kōichi Saitō
- 1974 : Cache-cache pastoral (田園に死す, Den.en ni shisu?) de Shūji Terayama
- 1974 : La Vie d'une courtisane (あさき夢みし, Asaki yumemishi?) d'Akio Jissōji
- 1974 : L'Assassinat de Ryōma (竜馬暗殺, Ryōma ansatsu?) de Kazuo Kuroki
- 1975 : Les Préparatifs de la fête (祭りの準備, Matsuri no junbi?) de Kazuo Kuroki
- 1976 : Le Meurtrier de la jeunesse (青春の殺人者, Seishun no satsujinsha?) de Kazuhiko Hasegawa
- 1977 : Les Aventures de Tarō Kuroki (黒木太郎の愛と冒険, Kuroki Tarō no ai to bōken?) d'Azuma Morisaki
- 1978 : Un joueur de base-ball nommé Third (サード, Sādo?) de Yōichi Higashi
- 1979 : Keiko (ケイコ, Keiko?) de Claude Gagnon
- 1980 : Les Disciples d'Hippocrate (ヒポクラテスたち, Hipokuratesu tachi?) de Kazuyuki Ōmori
- 1981 : Orage lointain (遠雷, Enrai?) de Kichitaro Negishi
- 1981 : L'Empire des punks (ガキ帝国, Gaki teikoku?) de Kazuyuki Izutsu
- 1982 : Le Tatoué (TATTOO＜刺青＞あり, Tatoo ari?) de Banmei Takahashi
- 1982 : La Nouvelle de la classe (転校生, Tenkōsei?) de Nobuhiko Ōbayashi
- 1982 : Kidonappu burūsu (キッドナップ・ブルース?) de Shinpei Asai
- 1982 : Koheiji est vivant (怪異談・生きてゐる小平次, Kaidan ikiteiru Koheiji?) de Nobuo Nakagawa
- 1983 : Jeu de famille (家族ゲーム, Kazoku gēmu?) de Yoshimitsu Morita
- 1984 : La Ville morte (廃市, Haishi?) de Nobuhiko Ōbayashi
- 1984 : La Légende de la sirène (人魚伝説, Ningyo densetsu?) de Toshiharu Ikeda
- 1984 : The Crazy Family (逆噴射家族, Gyakufunsha kazoku?) de Sogo Ishii
- 1992 : Histoire singulière à l’est du fleuve (濹東綺譚, Bokutō kidan?) de Kaneto Shindō